# Eilema griseadisca
Eilema griseadisca là một loài bướm đêm thuộc phân họ Arctiinae, họ Erebidae.